# ذبابة الغزلان
ذبابة الغزلان (الاسم العلمي: Chrysopsinae) المعروفة أيضا باسم ذباب الأغنام هي فصيلة من الحشرات تتبع عائلة ذباب الخيل، وهي حشرة ماصة للدماء تعتبر آفة للإنسان والماشية. تعتبر ذبابات كبيرة ذات عيون مركبة كبيرة بألوان زاهية، وأجنحة كبيرة شفافة ذات أشرطة داكنة. وهي أكبر من الذبابة المنزلية وأصغر من ذبابة الخيل.
تضع ذباب الغزلان ما بين 100 إلى 800 بيضة على دفعات على النباتات بالقرب من الماء أو الرطوبة. خلال مرحلة اليرقات، والتي تستمر من أسبوع إلى ثلاثة أسابيع، تتغذى على الكائنات الصغيرة أو المواد العضوية المتعفنة بالقرب من الماء أو فيه. بعد مرحلة العذراء، تظهر بالغة في أواخر الربيع والصيف. بينما يقوم ذكر ذباب الغزلان بجمع حبوب اللقاح، تتغذى إناث ذباب الغزلان على الدم الذي تحتاجه لإنتاج البيض. تتغذى الإناث في المقام الأول على الثدييات. تنجذب إلى الفريسة عن طريق البصر أو الشم أو اكتشاف ثاني أكسيد الكربون. ومن عوامل الجذب الأخرى حرارة الجسم والحركة والألوان الداكنة والأضواء في الليل. تنشط تحت أشعة الشمس المباشرة وفي الساعات التي تكون فيها درجة الحرارة أعلى من 22 درجة مئوية (71.6 درجة). عند الرضاعة، تستخدم الإناث الفك السفلي والفك العلوي الذي يشبه المقص لعمل شق متقاطع ثم تقوم بجمع الدم. لدغتها يمكن أن تكون مؤلمة. مضادات التخثر الموجودة في لعاب الذبابة تمنع الدم من التجلط وقد تسبب تفاعلات حساسية شديدة. تشمل الطفيليات والأمراض التي تنقلها ذبابة الغزلان: التولاريميا، والجمرة الخبيثة، وداء الأنابلازما، وفقر الدم المعدي لدى الخيول، وكوليرا الخنازير، وداء الخيطيات. مادة ديت طاردة الحشرات ليست فعالة مع هذه الحشرة.
تشمل الحشرات المفترسة لذبابة الغزلان (وغيرها من ذبابات الخيل) الدبور والزنبور الأحمر، واليعسوب، وبعض الطيور، بما في ذلك الزقزاق الصياح. من الصعب السيطرة على ذباب الغزلان لأنه لا يمكن استخدام المبيدات الحشرية في الأراضي الرطبة الحساسة حيث تتطور يرقاتها عادة. بالإضافة إلى ذلك، ربما يكون لدى البالغين مسافة كبيرة من مكان وضع البيض. يمكن أن تساعد أجهزة الاصطياد والملابس الواقية، مثل القمصان والقبعات ذات الأكمام الطويلة، في تجنب إزعاج ولدغات ذباب الغزلان العدواني.

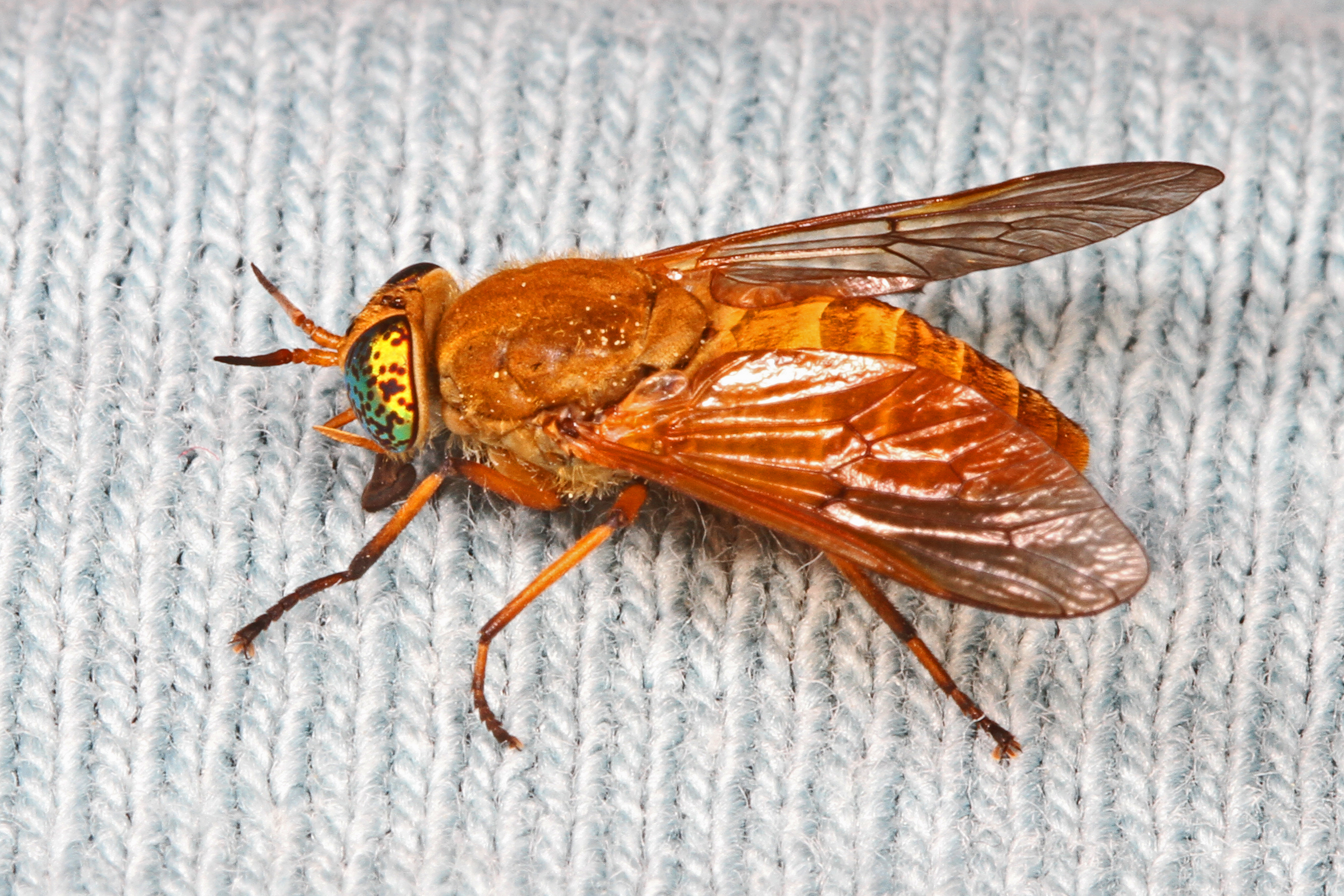
سيلفيوس العملاق (Silvius gigantulus)

## للاستزادة
- Curran، Charles Howard (1934). The families and genera of North American Diptera. New York: C.H. Curran. ص. 512. DOI:10.5962/bhl.title.6825. مؤرشف من الأصل في 2023-04-07. اطلع عليه بتاريخ 2022-09-11.
- Goodwin، J.T.؛ Drees، B.M. (1996). "The horse and deer flies (Diptera: Tabanidae) of Texas". Southwestern Entomologist, Supplement. ج. 20.
- McAlpine، J.F.؛ Petersen، B.V.؛ Shewell، G.E.؛ Teskey، H.J.؛ وآخرون (1987). Manual of Nearctic Diptera. Agriculture Canada, Research Branch. ISBN:978-0660121253.
- Teskey، H.J. (1990). "The horse flies and deer flies of Canada and Alaska (Diptera: Tabanidae)". The Insects and Arachnids of Canada. Agriculture Canada. Part 16. ISBN:978-0660132822. ISSN:0706-7313.